# Весёлое (Шиповатский сельсовет)
Весёлое (укр. Веселе), село,
Шиповатский сельский совет,
Великобурлукский район,
Харьковская область.
Код КОАТУУ — 6321486002. Население по переписи 2001 г. составляет 0 человек.

## Географическое положение
Село Весёлое находится на левом берегу реки Великий Бурлук, выше по течению примыкает село Червоная Хвыля.

## История
- 1699 — дата основания.

## Экономика
- В селе была молочно-товарная ферма.